# Шкибе
Шкибе (латыш. Šķibe) — населённый пункт в южной части Латвии, расположенный в Берзской волости Добельского края. До 1 июля 2009 года входил в состав Добельского района.
Является центром Берзской волости. Расстояние до Добеле — 9 км, до Риги — 68 км. По данным на 2015 год, в населённом пункте проживало 352 человека.

## История
Современное поселение находится на территории, некогда принадлежавшей Шкибскому поместью.
В советское время населённый пункт был центром Ауструмского сельсовета Добельского района. В селе располагался совхоз «Шкибе».
В Шкибе имеются: магазин, кафе, парикмахерская, фельдшерский и акушерский пункт, почтовое отделение.